# Wolfgang Tiefensee
Wolfgang Tiefensee (ur. 4 stycznia 1955 w Gerze) – niemiecki polityk, inżynier i samorządowiec, działacz Socjaldemokratycznej Partii Niemiec (SPD), w latach 1998–2005 burmistrz Lipska, od 2005 do 2009 minister transportu, budownictwa i rozwoju miast w rządzie federalnym, deputowany do Bundestagu, minister gospodarki, nauki i cyfryzacji (2014–2020, 2020–2024) oraz wicepremier (2020–2021) w rządzie Turyngii.

## Życiorys
W 1973 zdał egzamin maturalny, po czym kształcił się w zawodzie inżyniera telekomunikacji. Odbył służbę wojskową, zaś w 1979 uzyskał uprawnienia inżyniera. Pracował w przedsiębiorstwie VEB Fernmeldewerk Leipzig oraz w szkole technicznej Technische Hochschule Leipzig. W 1989 w okresie przemian demokratycznych w NRD podjął pracę w urzędzie miejskim w Lipsku. Został radnym miejskim, następnie dyrektorem biura administracyjnego, zaś w 1992 członkiem władz miejskich do spraw szkolnictwa i edukacji. W 1994 powołany na pierwsze zastępcę burmistrza.
W 1995 wstąpił do Socjaldemokratycznej Partii Niemiec. W wyniku wyborów lokalnych w 1998 został wybrany na urząd burmistrza Lipska, który sprawował do 2005. W latach 2002–2004 pełnił funkcję przewodniczącego stowarzyszenia dużych miast europejskich Eurocities.
22 listopada 2005 został ministrem transportu, budownictwa i rozwoju miast w rządzie kanclerz Angeli Merkel powołanym przez tzw. wielką koalicję chadeków i socjaldemokratów. Stanowisko to zajmował do 28 października 2009. W wyborach w 2009 uzyskał mandat posła do Bundestagu, w 2013 z powodzeniem ubiegał się o reelekcję. Od 2012 we frakcji SPD odpowiadał za sprawy gospodarcze. Z niemieckiego parlamentu odszedł w 2014. Dołączył wówczas do rządu krajowego Turyngii – premier Bodo Ramelow powierzył mu w nim stanowisko ministra gospodarki, nauki i cyfryzacji. W 2019 uzyskał mandat posła do landtagu Turyngii z listy krajowej socjaldemokratów, w lutym 2020 zakończył pełnienie funkcji rządowej. Ponownie stanął jednak na czele poprzedniego resortu już w marcu 2020, gdy Bodo Ramelow powrócił na stanowisko premiera. Wolfgang Tiefensee objął wówczas dodatkowo stanowisko wicepremiera w rządzie Turyngii. Drugą z tych funkcji pełnił do sierpnia 2021. Funkcję ministra w rządzie krajowym pełnił do grudnia 2024.

## Odznaczenia
Wyróżniony m.in. Kawalerią Legii Honorowej (2003).